# 平塚市立みずほ小学校
平塚市立みずほ小学校（ひらつかしりつ みずほしょうがっこう）は、神奈川県平塚市北金目2丁目にある公立小学校。

## 沿革
- 1978年（昭和53年） - 管理・普通教室・特別教室棟（西棟）を落成[3]。
- 1979年（昭和54年）4月1日 - 開校[1][3]。
- 1980年（昭和55年）4月 - 体育館を落成[3]。
- 1999年（平成11年）11月 - 児童用パソコンを設置[4]。
- 2000年（平成12年）6月 - インターネット環境を整備[4]。
- 2009年（平成21年）5月 - 地上デジタル放送対応テレビLAN回線を導入[4]。
- 2017年（平成29年） - 普通教室棟（東棟）を落成[1][3]。
- 2021年（令和3年）3月 - GIGAスクール構想により、児童1人1台のタブレット端末と高速・大容量の通信ネットワークを整備[4]。

## 通学区域と進学先中学校
出典

### 通学区域
- 大字真田
- 真田1丁目
- 真田2丁目
- 真田3丁目
- 真田4丁目
- 北金目1丁目
- 北金目2丁目
- 北金目3丁目
- 北金目4丁目
- 南金目（1-793番地）

### 進学先中学校
- 平塚市立金目中学校（平塚市南金目）

## アクセス
- 神奈川中央交通「巻12」系統で、「みずほ小学校前」バス停下車後、
  - 東海大学行のりばから、徒歩約80m・約1～2分。
  - 鶴巻温泉駅行のりばから、徒歩約150m・約2～3分。

## 周辺
- 神奈川県道612号上粕屋南金目線
- 社会福祉法人浜岳福祉会金目保育園 - 進級前保育園のひとつ
- 湘南農業協同組合（JA湘南）金目支店
- 平塚市立金目中学校